# Société d'archéologie et d'histoire de la Mayenne
Pour les articles homonymes, voir SAHM.
La Société d'archéologie et d'histoire de la Mayenne, ou SAHM, est une société savante qui réunit depuis 1878 des archéologues, archivistes, érudits, professionnels ou amateurs. Son but est l'étude du patrimoine historique du département de la Mayenne.

## Historique
La Société a été fondée en janvier 1878 sous le nom de Commission historique et archéologique de la Mayenne, nom qu'elle a gardé jusqu'en 1978. C'était à l'origine une commission préfectorale de 20 membres plus les membres correspondants, créée par un arrêté du 17 janvier 1878. Elle comptait alors un grand nombre de fonctionnaires ayant des responsabilités dans le domaine de l'architecture et de la conservation. 
La commission était en particulier chargée de donner son avis au préfet sur les projets de restauration de bâtiments, et de recevoir des maires les informations sur les découvertes archéologiques dans leur ressort.

## Objectifs et actions de la société
Ses objectifs sont de contribuer à la connaissance de l'histoire et à la sauvegarde du patrimoine de la Mayenne. Elle encourage et fait connaître les études historiques et archéologiques.
La Société publie le Bulletin de la Commission historique et archéologique de la Mayenne depuis sa fondation. Elle publie également des ouvrages pour rendre accessibles les travaux de ses membres, notamment les travaux de transcription de documents anciens. Des articles en ligne sont aussi en accès libre sur son site. 
Le siège de la société est à Changé dans le département de la (Mayenne). Elle avait 750 membres en 2002.